# Pavel Aleksandrovič Aleksejev
Pavel Aleksandrovič Aleksejev (rusko Павел Александрович Алексеев), sovjetski general, * 1888, † 1942.

## Življenjepis
Med letoma 1939 in 1940 je bil vodja Glavnega direktorata zračne oskrbe, nato pa je postal pomočnik poveljnika zračnih sil Volgaškega vojaškega okrožja.
Leta 1941 je bil aretiran in naslednje leto obsojen na smrt ter usmrčen. Leta 1955 je bil rehabilitiran.